# Sam Winchester
Samuel „Sam” Winchester az Odaát (Supernatural) című televíziós sorozat Eric Kripke által kitalált szereplője, akit Jared Padalecki alakít. Sam a sorozat egyik főszereplője.

## Háttér
Sam 1983. május 2-án született a kansasi Lawrence-ben, John és Mary Winchester második gyermekeként. A kis Sammy-t már akkor is nagyon óvta nála négy évvel idősebb bátyja, Dean. Anyjuk halálát követően, a felcseperedő fivérek kitanulták apjuktól a természetfelettire való vadászat fortélyait, hogy bosszút állhassanak Mary gyilkosán, ezt követően azonban a család kettészakadt; Sam összeveszett apjával és a Stanford Egyetemre iratkozott be és új életet kezdett, míg Dean Johnnal maradt, és segítette őt mindenben. Sam az egyetemen ismerkedett meg későbbi barátnőjével, Jessicával.
Sam eléggé művelt ember, rengeteg könyve van, és egy laptopja, mellyel rengeteg információt tud gyűjteni tanulmányaihoz, később a vadászatokhoz. Bátyjával ellentétben, ő komolyabban veszi a dolgokat, ám hozzá hasonlóan ő is segítőkész. Ő és családja egyik legjobb barátja a szintén vadász Bobby Singer.

## 1. évad
Az évad elején Samet és barátnőjét, Jessicát palo altoi otthonukban hosszú évek után meglátogatja Dean, és öccse segítségét kéri, ugyanis apjuknak egy vadászat során nyoma veszett. Sam ugyan vonakodik, ám mikor anyuk gyilkosa, a Sárgaszemű démon ismét lecsap, és végez Jessicával, a fiú bátyjával együtt bosszút esküszik, majd útnak indulnak annak Chevrolet Impalájával, hogy felkeressék apjukat és a gyilkos démont, illetve átszelve az Amerikai Egyesült Államok tájait, annyi természetfeletti lénnyel végezzenek, ahánnyal csak tudnak.
Mialatt városról városra járva pusztítják a gonoszt, a testvérek többször összevesznek egymással, ám végül mindig kibékülnek, akcióik során gyakran mentik meg egymás életét, és ismerkednek meg lányokkal. Egy balul sikerült akció után azonban a fivéreket gyilkosság és sorozatos betörések vádjával körözni kezdik, ráadásul Samet egyre többször gyötrik látomások, amik aztán később valóban meg is történnek. Sam egy alkalommal megismerkedik egy Meg Masters nevű lánnyal, akiről azonban később kiderül, hogy megszállta egy démon, feladata pedig nem más, minthogy megölje Winchesteréket.
Az évad végén Dean és Sam végre találkoznak apjukkal, aminek Dean különösen örül, Samben viszont ismét fellobban a lázadó szellem; többször fellép John utasításai ellen, amik aztán vitákba torkollanak. Ennek ellenére, mikor John a démonok csapdájába esik, aggódni kezd apjáért, és bátyjával együtt elszántan próbálja kiszabadítani. A mentőakció sikeresen alakul, annak során Sam végez egy Tom nevű démonnal, később azonban kiderül, hogy Johnt megszállta egy démon, méghozzá maga a Sárgaszemű démon, Azazel. A lény elfogja a fiúkat, és mialatt kínozza őket, elárulja Samnek, hogy ő egy különleges fiú, egy az általa kiválasztott fiatalok közül. A fiúknak végül sikerül kiszabadulniuk a szorításból, Sam pedig választás elé kerül, kezében a korábban megszerzett legendás természetfeletti-ölő fegyverrel, a Colttal: vagy megöli apjával együtt a már régóta üldözött démont, vagy hagyja meglógni. A fiú az utóbbit választja; lábon lövi Johnt, így Azazel elhagyja annak testét. A történtek után az újra egyesült család ismét autóba ül, hogy tovább folytassák vadászatukat, azonban egy démon vezette kamion beléjük hajt, szétzúzva az Impalát, és súlyosan megsebezve a benne ülőket.

## 2. évad
Az évad elején Sam drámai pillanatokat él át, hiszen bátyja a kórházba szállítás után élet-halál között kezd lebegni, így Sam és John között ismét a feszültség lesz úrrá. A fiú összeveszik apjával, aki nem sokkal később feláldozza magát és a Coltot idősebb fia életéért cserébe Azazelnek. Az öregük elvesztése után a két fivér gyászba kezd, ám úgy döntenek, folytatják a vadászatot, noha John halála miatt többször összevesznek.
Útjaik során a fiúk új vadászokkal ismerkednek meg, köztük Ellennel, Jóval, Ash-sel, illetve az ellenük forduló Gordonnal. Egy alkalommal Samet megszállja egy már korábban feltűnő démon, az így gonosszá lett fiúból azonban Dean és Bobby sikeresen kiűzik a gonoszt. A fiúknak Bobby ekkor két medált ajándékoz, ami meggátolja a démonokat a megszállásukban. Sam egy nyomozás során megismerkedik egy Madison nevű lánnyal, akibe beleszeret, ám később kénytelen lesz megölni, ugyanis kiderül róla, hogy egy vérfarkas. Míg a fivérek nyomába ered egy Victor Henriksen nevű FBI ügynök, felbukkan néhány Samhez hasonló, különleges képességű fiatal; Andy és Ava.
Az évad végén Samet elrabolja Azazel, és egy kihalt városba hurcolja, ahol az találkozik már korábban megismert Andy-vel, Avával, illetve még két különleges huszonévessel; Jake-kel és Lily-vel. A démon parancsba adja nekik, öljék meg egymást, a győztes pedig a Pokol seregének a vezetője lesz. A végső párbajt Sam és Jake vívja, noha Sam inkább összefogna ellenfelével, és megpróbálna eljutni bátyjához, Jake azonban inkább a harcot választja. Az összecsapás végén Sam kiüti riválisát, az azonban aljas módon hátba szúrja a fiút, aki aztán bátyja karjai közt meghal, ám később különös módon feltámad. Mikor megtudja, hogy Dean egy démoni alku árán hozta vissza őt az élők közé, ráadásul cserébe eladta lelkét, kiborul. Kiderül azonban, hogy Azazel és Jake fel akarják nyitni az Ördög kapuját, hogy háborút robbantsanak a démonok és emberek közt, így a fiúk a Bobby-val és Ellennel egy öreg cowboytemetőben felveszik a harcot ellenük, melynek során Sam kegyetlen módon megöli Jake-ket, míg bátyja sikeresen végez Azazellel. A kapu azonban néhány percre felnyílik, így több száz démon szabadul ki onnan, egy pillanatra pedig feltűnik John szelleme is, melynek látványától mindkét Winchester fiú elérzékenyül.

## 3. évad
Samet egyre jobban aggasztja, hogy Dean káros szenvedélyekkel akarja múlatni utolsó évét, ennek ellenére még mindig együtt vadásznak a természetfelettire. Sam életében feltűnik egy emberek oldalán álló démonlány, Ruby, aki segít Bobby-nak új töltényeket készíteni a korábban visszaszerzett Colthoz, viszont később azt egy Bela nevű tolvajnő ellopja tőlük, és eladja a feketepiacon. Egy alkalommal feltűnik a már korábban az életükre törő Gordon Walker, aki végezni akar Sammel annak különleges képességei miatt, ám ez fordítva sül el; a fiú kerül fölénybe az időközben vámpírrá lett vadásszal szemben, majd brutális kegyetlenséggel levágja a fejét. Mikor Ruby bevallja, hogy még ő sem képes megmenteni Deant a Pokoltól, Sam végső elkeseredettségében felkeresi a keresztútnál tanyázó démont, akivel az alku köttetett, ám hiába fenyegeti meg a Colttal, az nem hajlandó elengedi a megállapodást, utalva rá, hogy ő csak egy üzletkötő, így a fiú agyonlövi.
Az évad végén kiderül, hogy Sam fejére egy Lilith nevű démon pályázik, akivel Dean alkuját valóban kötötte, így Dean, Sam és Bobby kutatni kezdenek utána, majd miután megtalálták, megpróbálják megölni. A Ruby testét magára öltött démon azonban elfogja a vadászokat; Dean a megállapodás szerint Pokolra küldni, Samnek viszont annak valamiféle különleges védekezése folytán nem tud ártani, így végül elmenekül.

## 4. évad
Sam bátyja halálát követően nőkkel és vadászatokkal tölti idejét, méghozzá az újonnan társult és új női testet öltött Ruby-val. Mikor Dean egy Castiel nevű angyal jóvoltából visszatér az élők közé, hatalmas örömmel fogadja a hírt, és folytatja a vadászatokat testvérével, illetve megpróbálja megakadályozni vele, hogy Lilith feltörje a bizonyos 66 pecsétet, mely ha az angyalok szerint sikerrel jár, Lucifer a Földre szabadul.
Dean előbb-utóbb rájön, hogy öccse mit művel Ruby-val, így az kénytelen lesz elárulni neki, hogy nem csak vadásznak, de a démonlány a saját vérével itatja őt, melytől képes lesz rá, hogy puszta koncentrálással végezzen a démonokkal, vagy kiűzze azokat az emberből. Sam rengetegszer használja ezt a képességét; köztük ezzel küldni vissza a hatalmas fenyegetést jelentő Samhaint a Pokol fenekére. Időközben a fivérek életében feltűnik egy Anna Milton nevű lány, aki állítása szerint hallja az angyalok beszélgetéseit, ez pedig előnyt jelent a démonoknak, hátrányt pedig az angyaloknak, így a fiúk kénytelenek lesznek mindkét féltől megvédeni őt. Sam egy alkalommal szembekerül a démonok egyik vezetőjével, Alastairral, akin azonban nem fog ereje, így menekülnie kell. Mikor kiderül, hogy Alastair újabb pecséttörésre készül, Winchesterék a két angyallal, Castiellel és Uriellel ezt sikeresen megakadályozzák, és elfogják a démont, aki azonban Uriel árulása folytán elszabadul, így a feldühödött szörnyeteggel végül Sam az erejét kihasználva végez. Deant és Samet később egyaránt megviseli, amikor kiderül róluk, hogy volt egy Adam nevű féltestvérük is, akit apjuk eltitkolt előlük, és azóta a fiút természetfeletti lények meggyilkoltak az anyjával együtt.
Az évad végén Samen a démonvér hiánya következtében függőség jelei mutatkoznak, ezért bátyja és Bobby bezárják őt a Bobby roncstelepe|roncstelepén álló ház démonbiztos pánikszobájába, magára hagyva azonban, a fiút hallucinációk kezdik gyötörni. Sam azonban Castielnek köszönhetően kijut a szobából, és visszaszegődik Ruby mellé, akitől ismét vért szerez.
Dean azonban a nyomukra bukkan, és mikor öccsét szörnyetegnek nevezi, Sam feldühödik és nekiesik, megveri bátyját, majd magára hagyja a szétvert motelszobában. Sam és Ruby elfognak egy Lilith-hez közel álló démont, és megtudják tőle, hol akarja gazdája feltörni az utolsó pecsétet, ám ekkor a démon visszahozza a megszállt ápolónő testéből az elnyomott lányt. Sam ennek ellenére, Ruby biztatására végez vele, és véréből feltölti erejét, majd felkészül a Lilith elleni összecsapásra, melyre aztán egy zárda kápolnájában került sor. Sam kegyetlenül meggyilkolja Lilith-et, pillanatokkal később pedig megjelenik Deant, Ruby pedig a démon halálát követően felfedi, hogy maga Lilith volt az utolsó pecsét, ő pedig mindig is a Pokolt szolgálta, hogy kiszabadíthassa Lucifert, ami most valóra is fog válni. A fiú és bátyja ettől teljesen kiborulnak, a démonölő tőrrel megölik a démonlányt, majd együtt, vakító fények mellett végignézik, ahogy az Ördög felszabadul rabságából.

## Különleges képességei
Sam a különleges képességeit Azazeltől "kapta", amikor az 6 hónapos korában saját démoni vérével itatta meg.
Samnek négy különleges képessége van:
- Látomások: Először az 1. évad Rémálmok c. epizódban mutatkozik, amikor Sam alvás során egy teljesen valóságosnak tűnő álmot él át, mely később aztán valóban meg is történik. Látomásai a fiút a 2. évad végéig követik, míg Azazel meg nem hal.
- Telekinézis: Samnek egyetlen alkalma van használni, méghozzá amikor a Rémálmok c. részben Max bezárja a szekrénybe. Itt a fiú a düh és feszültség hatására valamiféle módon képes lesz elmozdítani a szekrényt elbarikádozó torlaszt.
- Különleges védekezés: A képesség a 3. évad utolsó, Pokoljárás c. epizódban tűnik fel, amikor Lilith hatalmas erejével megpróbálja megölni Samet, ám a fiú meglepő módon, akarata ellenére kivédi a támadást.
- Démonok kiűzése az emberből és visszaküldése a Pokolba: A képesség a 4. évad első, Lazarus Rising c. részében tűnik fel, amikor is Sam valamiféle természetfeletti képességgel, pusztán akarattal képes lesz kiűzni egy démont az emberből, és visszaküldeni a Pokolba.